# Waplewo (gmina)
Waplewo – dawna gmina wiejska istniejąca w latach 1946–1954 w woj. olsztyńskim (dzisiejsze woj. warmińsko-mazurskie). Siedzibą władz gminy było Waplewo.
Gmina Waplewo powstała po II wojnie światowej na terenie tzw. Ziem Odzyskanych. 28 czerwca 1946 roku jako jednostka administracyjna powiatu ostródzkiego gmina weszła w skład nowo utworzonego woj. olsztyńskiego. Według stanu z 1 lipca 1952 roku gmina była podzielona na 17 gromad: Bolejny, Brzeźno Łyńskie, Dąb, Januszkowo, Kunki, Kurki, Lipowo Kurkowskie, Lutek, Maruz, Maruzek, Nadrowo, Nowa Wieś Ostródzka, Pawłowo, Swaderki, Turówko, Waplewo i Witramowo.
Gmina została zniesiona 29 września 1954 roku wraz z reformą wprowadzającą gromady w miejsce gmin. Jednostki nie przywrócono 1 stycznia 1973 roku po reaktywowaniu gmin.